# Szwajcaria w Konkursie Piosenki Eurowizji Junior
Szwajcaria wystąpiła w Konkursie Piosenki Eurowizji Junior tylko raz, podczas konkursu w 2004 roku. Konkursem zajął się wówczas szwajcarski nadawca publiczny – SRG SSR, a jej reprezentantem został Demis Mirarchi.

## Historia Szwajcarii w Konkursie Piosenki Eurowizji Junior

### Konkurs Piosenki Eurowizji Junior 2004
Za szwajcarskie eliminacje do 2. Konkursu Piosenki Eurowizji Junior uznano odbywający się 22 listopada 2002 roku muzyczny festiwal dziecięcy Mara & Meo, w którym rywalizowało dwunastu uczestników: Gaia Bertoncini („Vola Vola”), Giorgia Malizia & Matilde Luzzine („Coniglietto”), Matteo Morandi („Filastrocca”), Eleonora Brenni („Specchio Magico”), Roberto Cereghetti („Da grande viaggeri”), Alessia Milani („Il mio nonno pescatore”), Luana Biadici („Didi”), Mirco Ercegovich („Annie Lou”), Demis Mirarchi („Birichino”), Mattia Frigerio („Buon Natale”) oraz Moiano, Ilenia & Ambra Moiano („Orologio blu”). W imprezie uczestniczyli wyłącznie wokaliści mający od czterech do jedenastu lat. Festiwal wygrał Demis Mirarchi, który wykonał utwór „Birichino”.
Decyzja o wyborze Demisa na reprezentanta Szwajcarii wywołała szereg dyskusji dotyczących regulaminu konkursu, w którym jeden z zapisów wykluczał udział artysty już wcześniej występującego solowo oraz posiadającego jakikolwiek udział w nagraniu płyty. Utwór „Birichino” pojawił się w 2002, 2003 i 2004 roku na albumach kompilacyjnych zawierających występy uczestników festiwalu Mara & Meo, co miało być naruszeniem regulaminu Konkursu Piosenki Eurowizji dla Dzieci. Ostatecznie przedstawicielka Radiotelevisione svizzera Daniela Tami poinformowała o dopuszczeniu utworu przez Europejską Unię Nadawców w drodze wyjątku, gdyż wcześniej nie było czasu na zorganizowanie finału krajowego.
20 listopada 2004 roku Mirarchi wystąpił jako czwarty w koncercie finałowym, zorganizowanym w Lillehammer. Wokalista wykonał utwór w języku włoskim. W klasyfikacji końcowej zajął 16. miejsce, zdobywając zaledwie 4 punkty (wszystkie od Malty).

### Konkurs Piosenki Eurowizji Junior 2005–2024: Brak udziału
Według komunikatu Danieli Tami, od 2005 roku festiwal Mara & Meo miał zostać przekształcony na konkurs Junior Eurosong stanowiący oficjalne szwajcarskie preselekcje do Konkursu Piosenki Eurowizji Junior. Szwajcaria nie powróciła jednak do konkursu z powodów finansowych, a z udziału w nim zrezygnowano także w kolejnych latach.
5 czerwca 2022 szefowa produkcji szwajcarskiego nadawcy SRG SSR Joanne Holder odrzuciła możliowść udziału w 20. Konkursie Piosenki Eurowizji Junior tłumacząc że: „nadawca ma obecnie inne priorytety, ale nie zamykamy drzwi na udział w przyszłości”.
26 maja 2023 szwajcarski nadawca odmówił powrotu do udziału w 21. Konkursie Piosenki Eurowizji Junior, tłumacząc się skoncentrowaniem na Konkursie Piosenki Eurowizji oraz ograniczonymi środkami finansowymi nadawcy. Mimo to poinformowano, że nadawca nie zamyka drzwi do udziału w przyszłości.

## Uczestnictwo
Szwajcaria uczestniczyła w Konkursie Piosenki Eurowizji Junior w 2004 roku. Poniższa tabela uwzględnia nazwisko szwajcarskiego reprezentanta, tytuł konkursowej piosenki i język w której była śpiewana oraz wynik.
| Rok                        | Artysta        | Piosenka    | Język  | Miejsce | Punkty |
| -------------------------- | -------------- | ----------- | ------ | ------- | ------ |
| 2004                       | Demis Mirarchi | „Birichino” | włoski | 16      | 4      |
| Brak reprezentanta od 2005 |                |             |        |         |        |

Legenda:
     1 miejsce
     2 miejsce
     3 miejsce

## Historia głosowania w finale (2004)
Poniższe tabele pokazują, którym krajom Szwajcaria przyznawała w finale konkursu punkty oraz od których państw szwajcarski reprezentant otrzymywał noty.
| L.p. | Kraj               | Punkty |
| ---- | ------------------ | ------ |
| 1.   | Hiszpania          | 12     |
| 2.   | Rumunia            | 10     |
| 3.   | Chorwacja          | 8      |
| 4.   | Wielka Brytania    | 7      |
| 5.   | Francja            | 6      |
| 6.   | Macedonia Północna | 5      |
| 7.   | Belgia             | 4      |
| 8.   | Dania              | 3      |
| 9.   | Grecja             | 2      |
| 10.  | Cypr               | 1      |

| L.p. | Kraj  | Punkty |
| ---- | ----- | ------ |
| 1.   | Malta | 4      |

## Szwajcarskie utwory konkursowe na albumach kompilacyjnych
| Utwór       | Album                                            | Data | Wytwórnia              | Format | Nr utworu | Źródło |
| ----------- | ------------------------------------------------ | ---- | ---------------------- | ------ | --------- | ------ |
| „Birichino” | Marameo: Festival della canzone per bambini 2002 | 2002 | Mint Records           | 2 CD   | 8 / 8     | [ 14 ] |
| „Birichino” | Marameo: Festival della canzone per bambini 2003 | 2003 | Mint Records           | 2 CD   | 11 / 11   | [ 15 ] |
| „Birichino” | Marameo: Festival della canzone per bambini 2004 | 2004 | Mint Records           | 2 CD   | 10 / 10   | [ 16 ] |
| „Birichino” | Junior Eurovision Song Contest Lillehammer 2004  | 2004 | EMI, CMC Entertainment | 1 CD   | 4         | [ 17 ] |